# كالب ويليامز
الأشياء كما هي. أو مغامرات كالب وليامز (بالإنجليزية: Things as They Are; or The Adventures of Caleb Williams)‏ (غالبا ما يختصر إلى كالب وليامز) (1794) هي رواية من ثلاثة مجلدات بقلم ويليام غودوين مكتوبة بشكل دعوة لوضع حد لإساءة استخدام السلطة من قبل ما يراه غودوين بأنه حكومة استبدادية. وقصد به تبسيط الأفكار المطروحة في كتابه 1793 بعنوان «أطروحة العدل السياسية». واستغل غودوين الرواية لإظهار كيف يمكن للمؤسسات القانونية وغيرها أن تدمر الأفراد، حتى عندما يكون الناس بريئين من أي جريمة. وبالتالي فهذا الواقع، في نظر غودوين، هو وصف «الأشياء كما هي». وتضمنت المخطوطة الأصلية مقدمة تمت إزالتها عند النشر، لأن محتواها أزعج بائعي الكتب في ذلك الوقت.

## روابط خارجية
- كالب ويليامز على موقع الموسوعة البريطانية (الإنجليزية)